# Danses de Bocairent
Les danses de Bocairent és un ball tradicional i popular propi de la localitat valenciana de Bocairent (la Vall d'Albaida). Se celebren cada any a finals de l'estiu, a la plaça Major de la vila. Estan reconegudes com a Bé d'Interés Cultural Immaterial.

## Introducció
Les Danses, també coneguda com la Dansa, la Dansa Plana, la Xàquera Vella, el Ball Pla o el Ball de Plaça, és la manifestació folklòrica més antiga, més estesa i més viva de Bocairent, de les comarques de la Mariola i de tot el territori valencià. És una dansa ritual que es balla sempre en un lloc determinat, en unes dates determinades i en honor d’un déu de la fertilitat o de la fecunditat, per això la coincidència amb els solsticis o amb els treballs de les collites. Amb el temps la cristianització ha fet que passen a ballar-se en honor d’algun sant. Les Danses es ballen a la plaça Major de la vila, de manera documentada, des de l’inici del segle xvii, a les acaballes de l'estiu. Si bé abans es ballaven els dies 29, 30 i 31 d’agost i els dies 1 i 2 de setembre, des de 1982 es ballen del 23 al 27 d’agost.

## El ball
La cap de dansa, sempre una dona, és l'encarregada d’iniciar la dansada i marcar el pas de tot el rogle durant tota la dansada. L’acompanyant de la cap de dansa tradicionalment ha sigut una dona casada i la cap de dansa també (tret de la primera nit de danses, que correspon el torn a la clavariessa major, que pot ser fadrina o casada). La dansa la inicia la cap de dansa acompanyada per un majoral. Cada nit els majorals són els encarregats d’iniciar a la dansa totes les balladores, traient-les al rogle. Els majorals són al mateix temps els únics que poden estar dins del rogle, vetlant cada una de les cinc nits per a mantindre l’ordre en la dansa i procurant que es respecten i es complisquen les tradicions i els ritus que envolten aquesta dansa. Les altres nits de danses, la clavariessa major a l’hora de ballar ocupa el primer lloc davant de les balladores fadrines. La clavariessa infantil i la cort d’honor infantil ballaran al rogle dels xiquets o rogle menut.
El torn per a eixir al rogle les balladores s'ha estructurat tradicionalment de la manera següent: inicia la dansa la cap de dansa i l’acompanyant, a qui segueixen per ordre d’antiguitat de casament. A continuació, si hi ha alguna balladora forastera –que no pense eixir més anys en la dansa–, eixirà la forastera o forasteres. Seguidament entra al rogle la clavariessa major, i darrere d’aquesta, totes les xiques fadrines, per ordre d’edat, tenint en compte que l'edat per a iniciar-se a la dansa en el rogle gran és de 14 anys, tant per als balladors com per a les balladores. La tradició diu que ha de ser la balladora la que demane al ballador que isca a ballar amb ella.
L'estructura que segueixen les danses és la d’una comitiva formada per parelles, distribuïdes en quadres de dues en dues i dirigides des del cap de dansa fins a la cua. La comitiva pren forma circular (la forma de la plaça de l’Ajuntament, on es ballen les danses). Segueixen el ritme del tabalet i, en iniciar la dolçaina la melodia, els balladors fan evolucions o mudances. Les danses acaben amb un ritme i melodia que s'accelera i és conegut com «fandango». Les passades que es fan són les mudances, en què els balladors poden «botar» o no, intercalades cada vegada amb la «cadena» en què les balladores es creuen i els balladors han de seguir de cara la seua balladora.
Cal dir que cada nit de Danses, els balladors ballen dues dansades i en cada una la cap de dansa i l’acompanyant completaran tres voltes a la plaça. Quan acaba la dansada cada nit, les parelles de balladors i balladores són convidades pels majorals i per la cap de dansa en un local de la població a un refresc i pastissets com a premi a l'esforç de la nit. Cal dir, que després cada ballador acompanya la seua balladora fins a sa casa, on aquesta li sol obsequiar una «copeta» i quan s'acomiada li dona un detall. Antigament, quan s'acabava la dansada, la balladora que exercia de cap de dansa convidava les parelles que ballaven a sa casa. Amb el pas dels anys, i per evitar les comparacions i les diferències entre els convits que oferien les diferents caps de dansa, els majorals van decidir unificar el format del convit i encarregar-se ells tots els anys de buscar un lloc (cada any canvia) i oferir-lo durant les cinc nits. D’aquesta manera, totes les balladores casades que ho han desitjat han pogut ser caps de dansa i només han hagut d’aportar al convit un donatiu als majorals de manera totalment voluntària.

## La ubicació espacial de les danses
Les Danses es ballen cada nit a la plaça Major del poble. Originàriament al voltant d’unes grans fogueres que il·luminaven de nit la plaça. Des de fa noranta anys, la plaça està presidida per una majestuosa font, al voltant de la qual es forma el rogle, de forma circular, de manera que la plaça en conjunt és l'escenari central de la dansa. Tot i això, els carrers del poble també són part fonamental de la dansa, perquè cada una de les cinc nits els majorals i els xirimiters i tabaleters acompanyen la cap de dansa que obri la dansada, amb el seu ballador i amb la parella que els acompanya a la dansa, des de sa casa fins a la plaça de l’Ajuntament.
Aquest acompanyament, al so del passacarrer d’autoritats (tradicional de Bocairent), recorre cada nit carrers i places del poble. Des de la casa de la cap de dansa i durant el recorregut, van afegint-se al passacarrer parelles que ballen la respectiva nit. És un ritual que es repeteix cada nit, antigament amb l’acompanyament de fanalets per a fer llum durant el camí. Aquest costum del fanalet es va recuperar l’any 2000 i des d’aleshores, la cinquena nit de Danses, la cap de dansa s'acompanya a la plaça amb un fanalet que porta un majoral subjectat al gaiato.
El sòl de la plaça en origen era de pedra i terra, posteriorment d’asfalt i, des de finals dels anys huitanta, està empedrada. El públic que presencia la dansa porta de casa les cadires per a seure-hi i així mateix els bars i les cafeteries de la plaça disposen també cadires davant dels seus locals per al públic. Part del públic presencia les Danses cada nit també dempeus.
Segons la tradició, les danses es ballaven a la llum de dues grans fogueres, sostingudes per dos graelles enormes, fins al final del segle xix. El 30 de novembre de 1896 es va inaugurar l'enllumenat elèctric a Bocairent. La il·luminació actual, de tipus ornamental, és coneguda popularment com «l’Aranya», que s'incorporà a les danses l’any 1925, quan José Bernat Pérez, el tio Pepe «el Surdo», va construir una arcada de llums que envoltava la font de la plaça. «L’Aranya» consisteix en rastres de peretes subjectes del remat central de la font que presideix la plaça i, de l’altre extrem, d’un suport de fil de ferro que la subjecta. Per l’aspecte, sembla una aranya, fet que motiva el nom popular. Està plenament consolidada i forma part del que són els elements essencials de l'entorn en què es desenvolupen les Danses.
Un altre element important és la Barraca, una caseta desmuntable, que simula una barraca valenciana. La barraca té l’origen també en l’any 1925, i la primera que va ser construïda, de nou, per José Bernat. Aquesta barraca va formar part de la festa fins a l’any 1960, aproximadament. Després se’n va construir una altra i finalment l’actual, completament metàl·lica, que es va estrenar l’any 1981. La Barraca és essencial per a les nits de danses. Dins s'amaga l'equip de so perquè se senta millor la dolçaina a la plaça, la mistela amb què s'obsequia cada nit abans de les danses i durant el descans balladores i balladors, i també els gaiatos dels majorals, objectes perduts... Veure a la plaça instal·lada l’Aranya i muntada la Barraca és un signe de la proximitat de les danses i les Festes a Sant Agustí. El perímetre del rogle on es balla es pinta de calç perquè els balladors i les balladores tinguen una referència per a seguir mentre roden la plaça ballant. Tradicionalment hi ha alguns passos d’accés a la plaça que es deixen a les dues puntes del rogle i als accessos als bars i a les cafeteries de la plaça.

## Recorregut de les Danses
Cada nit, els balladors i les balladores acompanyen la cap de dansa i el seu ballador, juntament amb la balladora acompanyant i el seu corresponent ballador des del seu domicili fins a la plaça. Quan finalitza la dansada, balladores i balladors, amb els xirimiters i tabaleters, i amb els majorals, acompanyen la cap de dansa i acompanyant fins al lloc on se celebre cada any el convit de la cap de dansa, i així es dona per finalitzada la nit de danses. Acabat el convit, balladores, balladors, majorals, xirimiters i tabaleters feliciten la cap de dansa i el ballador, i també l’acompanyant i ballador amb el tradicional enhorabona a la cap de dansa, un ritu que es repeteix de manera documentada des de l’inici del segle XVIIi que dona per concloses les celebracions oficials de cada nit de danses. Després, la tradició estableix que cada ballador acompanye a casa la seua balladora. La balladora convida el ballador a un refresc i l’obsequia amb un detall.

## Calendari festiu
- Presentació, programa i cartell (juliol): al voltant de les danses, la Junta de Majorals de Sant Agustí edita la revista Programa de les Festes d’Estiu a Sant Agustí, on es publiquen articles relacionats amb les danses i d'altres sobre etnografia, història, sociologia, filologia i un llarg etcètera, signats per estudiosos que aprofiten l’avinentesa per a donar a conèixer els seus treballs i les seues descobertes. Aquest acte s'aprofita per a presentar el cartell anunciador, que darrerament s'encarrega a reconeguts artistes del disseny, la publicitat i la il·lustració: Artur Heras, Miguel Calatayud o Vicent Ramón Pascual Giner entre d'altres; alguns d’ells premis nacionals d’il·lustració o disseny, com Miguel Calatayud o Isidro Ferrer, respectivament.

- Acapte (juliol): l’Acapte és un acte molt tradicional de la majoria de les festes que se celebren a Bocairent. Consisteix a recórrer tot el poble visitant casa per casa tots els veïns del municipi, als quals se’ls ofereix el Programa de les Festes a canvi d’un donatiu econòmic per a la festa. Cal assenyalar que tot i que en les festes patronals aquest acte s'ha conservat com un acte més simbòlic, en les Festes d’Estiu a Sant Agustí, se celebra seguint els seus orígens, amb l’acompanyament de la dolçaina i el tabalet (interpretant la peça popular L’Acapte, original de Bocairent).

- Proclamació de la clavariessa (juliol): al voltant de les danses, amb el temps, han anat consolidant-se actes culturals d’una certa categoria intel·lectual i un d’ells, que ens recorda molt els Jocs Florals que tant de renom prengueren als segles XIX i XX, és la Proclamació de la Clavariessa Major: un capvespre o una nit on la paraula pren el protagonisme i un mantenidor fa l'esforç de transformar en paraules els seus sentiments sobre Bocairent, les danses i la clavariessa major. Entre els mantenidors més recordats cal pensar en el poeta i periodista Toni Mestre, el poeta alcoià Joan Valls i Jordà o els bocairentins Rafael Pérez Cabanes i Miguel Cantó Castelló

- Dansetes (del 15 al 20 d’agost): les dansetes tenen lloc les nits prèvies a les nits de danses i serveixen per a preparar i assajar les danses. Si bé alguns anys eren tres les nits que es ballaven, després en foren cinc, i des de 1995 són sis les nits de dansetes (es va augmentar una nit per a poder ballar alguna nit més al barri de la Santa Creu, a la part més moderna de la població, que és on viu més del 60 % de la població, pel caràcter que tenen les festes, considerades i denominades Festes d’Estiu, que abracen tot el poble). Se celebren les nits del 15 al 20 d’agost. Hi ha tres carrers fixos per a les dansetes: plaça de Joan de Joanes (primera nit), carrer del Mestre Serrano (tercera nit) i plaça de Sant Vicent (sisena nit). La ubicació de les altres tres nits varia d’any en any; darrerament s'ha incorporat que una nit es balle fora del nucli urbà de Bocairent. També es ballen el primer dia de danses al matí (23 d’agost).

- Cavalcada (22 d’agost): se celebra el dia 22 d’agost. La Cavalcada és la desfilada de carrosses amb balladors i balladores que comença davant de la Residència del Sagrat Cor de Jesús i acaba a la plaça de l’Ajuntament. Amb antecedents als anys quaranta, a partir de 1956 s'hi incorporen els «Cabolos», comprats a la botiga «El Ingenio» de Barcelona. Es tracta d’un grup de set cabets que formen part de les Festes a Sant Agustí i que tenen un ball propi amb set mudances o variacions amb una música de xirimita i tabalet també pròpia i original de Bocairent. Obrin la Cavalcada amb els seus balls, balls que finalitzaran corrent darrere dels xiquets que van cada any a córrer davant dels «Cabolos». En la Cavalcada poden participar totes les persones que vagen correctament vestides de balladors o balladores dalt de carrosses decorades i engalanades per a l’ocasió amb un mínim d’estètica o, com antigament es feia, en «grupes» amb animals: cavalls, matxos o mules ben engalanats per a l’ocasió, i al damunt, parelles de balladors. La desfilada la tancarà sempre la carrossa de la clavariessa major i la seua cort d’honor, precedida per la carrossa de la clavariessa infantil i la seua cort d’honor. Participen en la desfilada les formacions musicals de la localitat.

## Les Danses
Les danses es ballen a Bocairent de manera documentada des de l’inici del segle xvii, a les acaballes de l'estiu. Si bé abans es ballaven els dies 29, 30 i 31 d’agost i els dies 1 i 2 de setembre, des de 1982 es ballen del 23 al 27 d’agost. Es va canviar la celebració de les danses i es van fixar del 23 al 27 d’agost per a fer coincidir les nits de danses amb el període de vacances de la majoria de la gent: el mes d’agost, però abans del dia de Sant Agustí, que és el 28 d’agost. En origen, la dansa la iniciava el batle, que la presidia com a cap de dansa, ballant cada nit amb una balladora. Posteriorment s'introduiria la figura de la cap de dansa, que, segons la tradició, és cada nit una dona casada (excepte la primera nit de danses, que correspon el torn a la clavariessa major i aquesta ha sigut generalment fadrina).
L'estructura que segueixen les danses és la d’una mena de comitiva formada per parelles i dirigides des del cap de dansa fins a la cua. La comitiva pren forma circular i segueixen el ritme del tabalet i, en iniciar la dolçaina la melodia, els balladors fan evolucions o mudances. Les Danses acaben amb un ritme i melodia que s'accelera i és conegut com «fandango». Les passades que es fan són les mudances, en què els balladors poden «botar» o no, intercalades cada vegada amb la «cadena» en què les balladores es creuen i els balladors han de seguir de cara la seua balladora. Cal dir que durant cada nit de danses, els balladors ballen dues dansades, i que en cada una, la cap de dansa i la seua parella faran tres voltes a la plaça.
- En l’inici, a un ritme lent, semblant a una xàquera, la cap de dansa i un majoral fan una sèrie d’evolucions tot fent un canvi de posicions, sempre mirant el majoral i tornant al punt d’inici. En arribar a l’inici el tabal canvia al ritme que portarà tota la dansada fins al fandango final o «Tio Pep».

- Cadena: amb el passeig pla, les balladores fan un creuament entre elles tot canviant de quadre, sempre acompanyades pels balladors que estan introduïts pels majorals.

- Passades (o botades):

1. Creuar-se de cara: volta d’inici. La balladora es creua amb el seu ballador. Volta i es torna a creuar amb el seu ballador. Així successiva-ment fins que la dolçaina acaba la tocada.
2. Esqueneta parada: volta d’inici. La balladora i el ballador es creuen i es queden esquena amb esquena i tornant al lloc fent una volta. Així successivament fins que la dolçaina acaba la tocada.
3. Esqueneta passada: volta d’inici. La balladora i el ballador es creuen d’esquena, es queden a l’alçada del muscle i tornen al lloc fent una volta. Així successivament fins que la dolçaina acaba la tocada.
4. Dreta i esquerra: volta d’inici. Cada ballador i balladora va a la seua dreta i després a la seua esquerra. Així successivament fins que la dolçaina acaba la tocada. A més a més, aquesta passada té distintes evolucions: es pot fer en serreta o en rogle i en el fandango final «Tio Pep», les balladores, en fer la volta d’inici, es queden mirant el ballador del costat i balla amb ell tota la botada. Aquesta passada és feta per totes les balladores i balladors per a acabar la dansada. El «Tio Pep» no es pot tocar fins que la cap de dansa no és treta del rogle.
A partir d’aquestes passades es fan moltes variants.

## Testimonis històrics documentats
Aquestes Danses de Bocairent estan documentades en el segle XVII amb ocasió de la festa del Corpus, segons el Llibre de la Confraria Minerva. Així, en 1609 s'hi anota que «als que dansaren en los dia i octava (de Corpus)»; després en 1619 s'hi anota que «s'han pagat per les danses del dia (de Corpus) i tota la octava 2 L»; i en tercer lloc en 1660 s'hi esmenten així mateix «les Danses» al voltant del Corpus.
Segons la tradició, les danses es ballaven a la llum de dues grans fogueres, sustentades per dues graelles molt grans (fins al segle XX), ja que al 1896 es va inaugurar l'enllumenat elèctric de Bocairent. En 1819 n’hi ha constància, ja que el Llibre de l’Hospital consigna que en l'esmentat any s'ingressaren 16 sous «que dio de limosna D. Tomás Belda (Alcalde) por las danzas de San Agustín», i en 1821 se’ns aclareix que 16 sous són «por el alquiler de las parrillas de las danzas de San Agustín». Hi ha la crònica del diari La Opinión, publicada el 7 de setembre de 1863, on es descriuen les danses de Bocairent: «Seis días de inocentes y festivas danzas al estilo del país, en medio de una plaza y a la luz de grandes hogueras, dan fin a aquesta solemne fiesta; en cuyas danzas figuran de cincuenta a sesenta parejas, en donde las lindas jóvenes y algunas frescas y lozanas jovencitas lucen sus lujosos trajes a la labradora antigua, disputándose cúal llevará la dirección de la danza...». Així mateix, en 1867 l’Hospital de la Vila tenia com un dels capítols d’ingressos la «limosna de las Danzas, aparte otros espectáculos».
Hi ha també la crònica de les Festes de Sant Agustí de l’any 1930 que va escriure manualment el jove bocairentí José Vañó Beneito: «...el día 27 por la noche hubo una retreta yendo delante y bailando tres parejas de cabezudos. La animación que a estas horas en todo el pueblo era imponente. Todas las calles del barrio hallábanse espléndidamente engalanadas... Han sido instaladas centenares de luces eléctricas por dicho motivo... El día 29 empezaron las típicas danzas, durante cinco noches consecutivas. Todas ellas estuvieron muy concurridas, especialmente el día 30 por ser sábado, viéndose gente de muchos pueblos limítrofes...».

## La música festiva
Les danses de Bocairent sempre s'han ballat als sons de l’acompanyament musical de la dolçaina i el tabalet. Així, les primeres referències històriques als dolçainers i tabaleters a Bocairent les trobem als populars «musichs de tabal y dolçaina», com també «les cheremites», entre 1601 i 1636, amb ocasió de les grans solemnitats de «Corpus Christi» i «Consagrasió de l’Esglesia». Servisca com a exemple la data de 1605, referida a la «Festa de la Consegrasió», en què es va pagar «de la dolçayna 2 L 4 s 1 d, de les cheremites 1 L 10 s 8 d». El primer dolçainer documentat a Bocairent és Miguel Navarro, a qui es va gratificar en el període de 1617-1622 «per fer sonar la dolçayna del dia de la Consagrasió y vespra», el qual també actuava a la festa del Corpus. En 1622 hi ha referències d’un altre dolçainer. En concret, es gratificà «Tortosa, per lo sonar la dolçayna 10 s 6 d».
El següent dolçainer de què hi ha referències escrites era conegut com el tio «Mig Abaejo», natural d'Ibi, que tocà les danses a les acaballes del segle xix. El succeiria el bocairentí Antonio Cháfer fins a 1916. Amb la mort d’aquest, el substituiria José Olcina durant uns quants anys, seguit després per José Cháfer (fill d’Antonio Cháfer) des de 1920 fins a 1936. A partir de 1940 s'encarregà de fer sonar la dolçaina durant les danses Pedro Castelló Castelló, el tio «Peladilla», fins a 1954, any en què el substituiria, Pep «el de Torrent», només durant un any. Des de 1955 i fins a 1977, seria el músic i compositor bocairentí Antonio Calatayud Vañó. Des de 1978 i fins a les danses de 2013, va ser el també bocairentí Joan Antoni Martínez i Martínez, el dolçainer de les danses de Bocairent. Des d’aleshores, la resta dels Xirimiters i Tabaleters de Sant Agustí són els que amenitzen les danses .Unes danses que sempre s'han caracteritzat per tocar-les en parella, únicament un dolçainer i un tabaleter. En 2014, per primera vegada, una dona bocairentina, Eva Castelló Bernal, tocava les danses a la plaça.
La música de dolçaina i tabalet ha donat nombroses composicions populars al llarg de la història, que són originals de Bocairent: Les Danses, L’Acapte, Cucanyes i Corredors, Els Cabolos, cercaviles, passacarrers... Totes estan recollides en el llibre editat per l'Institut Valencià de Musicologia de la Institució Alfons el Magnànim de la Diputació de València l’any 1950, amb el títol Canciones y danzas de Bocairente, que arreplega entre d'altres: Entrà de la dança (peça que s'interpreta a l’inici de la dansa, perquè ballen la cap de dansa i el majoral), Danses (14 tocades diferents) i també nombroses tocades tradicionals de Bocairent, com el Ball dels nanos (que s'interpreta perquè ballen els Cabolos) i diferents passacarrers, entre els quals hi ha el d’acompanyament d’autoritats, que sona cada nit de danses per a acompanyar la cap de dansa i balladores i balladors fins a la plaça per ballar les danses.

## Els personatges de les Danses

### Les balladores
Les Festes a Sant Agustí són unes festes on la balladora és la vertadera protagonista. La tradició diu que a Bocairent són les balladores les que han de buscar-se ballador per a cada una de les cinc nits de danses, i és un dels pocs llocs on se segueix ballant íntegrament amb parelles balladora-ballador. Cada nit de dansa una balladora te l’honor de ser la cap de dansa, que segons la tradició ha sigut una dona casada. Juntament amb un majoral iniciarà la dansa amb una tocada de dolçaina lenta i cerimoniosa, per a acabar amb el que anomenem «passet» marcat pel tabal. La cap de dansa, a més de buscar-se ballador, té el dret de triar l’altra parella que l’acompanyarà fent quadre i és l'encarregada de marcar el pas a la resta de balladors.
A Bocairent la dansa té un ordre establert. El torn al rogle el prendrà cada balladora quan ix a ballar per primera vegada, mantenint sempre el mateix ordre, que tradicionalment ha sigut: després del cap de dansa i acompanyant, casades, forasteres, fadrines i de més veteranes en la dansa a menys. Les diferents balladores aniran entrant al ball acompanyades d’un majoral i situant-se en quadres de dues parelles, avançant per mitjà del «passet», que es trencarà per un toc de dolçaina que anomenem «cadena» mitjançant la qual les parelles avancen o retrocedeixen. Tot seguit el majoral deixarà pas al ballador i pas a pas anirà formant-se el rogle al voltant de la font de la plaça l’Ajuntament.
Una vegada estan totes les balladores al lloc corresponent, dins del rogle, les parelles comencen a «botar» al toc de la dolçaina, fent les diferents figures de la dansa: canvi de parelles, per dins i per fora, la pinya, tres dos i un, la creu, dreta i esquerra, les esquenetes... Després de «botar» vindrà el «passet» marcat pel tabal fins a l’altre toc de dolçaina «cadena» per a seguir una altra vegada amb el «passet» fins que es torna a «botar». I així successivament fins que la cap de dansa completa les tres voltes a la font de la plaça, moment en què el majoral anirà per la cap de dansa, la traurà del rogle i li oferirà una mistela. Un tro avisarà que la dansada ha arribat a la fi: la dolçaina començarà a tocar un final accelerat d’El tio Pep se’n va a Muro i tots els balladors «botaran» el dreta i esquerra.
Cal tindre en compte també, dins del ritual de la dansa, que quan una balladora arriba tard al seu torn d’entrada al rogle haurà d’eixir l’última d’aqueixa dansada. Si un ballador arriba tard al rogle i la cap de dansa ja ha fet la primera volta sencera a la plaça, el ballador no podrà incorporar-se al ball fins a la segona dansada. En aquest cas, el majoral traurà la balladora del rogle abans de la primera «botada» i la parella que feia quadre amb ella continuarà al rogle i podrà «botar» i tocar les postisses amb normalitat tot reubicant-se la resta de balladores per mitjà de la «cadena». Si el ballador tampoc acudeix a la segona dansada, la balladora ja no podrà incorporar-se al rogle i l’ordre de les balladores correrà el lloc que ocupava aquesta balladora.
L’any 1954 s'incorpora a la dansa la figura de la clavariessa major, que representa a totes les balladores. No interfereix en l'essència de la dansa, sols amb l’únic canvi de tindre l’obligació d’eixir a ballar la primera nit de danses i fer de cap de dansa; les altres quatre nits resten com eren tradicionalment. Juntament amb la clavariessa s'incorpora a la festa un grup de dones que formen la cort d’honor, per tant en les nits de danses estaven assegurades unes quantes balladores més.

### Els majorals
Són una part fonamental de la festa. Al llarg de la història, sempre hi ha hagut un grup de persones, habitualment joves, que s'han encarregat d’organitzar les Festes de Sant Agustí i de manera especial de vetlar per l’organització i el bon desenvolupament de les danses. Ja apareixen documentats els majorals en el Llibre de l’Hosp-tal, que en l’any 1820 recull l’anotació: «se ingresaron 16 sueldos, los dieron de limosna los mayorales de las danzas de San Agustín...».
El paper del majoral durant la dansa comença durant les nits de dansetes prèvies a les cinc nits de danses. Durant diverses nits (en origen tres, posteriorment cinc i actualment sis), de manera itinerant per distints carrers, places o partides del terme municipal es ballen de manera popular les danses, però sense els protocols que comporta la dansa a la plaça. La tasca del majoral en la dansa es reprén ja en les nits de danses: cada nit a casa de la cap de dansa. Allí, el majoral que s'encarrega de traure al rogle la cap de dansa assaja amb ella perquè a la plaça isca tot a la perfecció, amb la col·laboració del xirimiter i el tabaleter. Després, aquest i la resta de majorals, acompanyaran fins a la plaça tant la cap de dansa com la seua acompanyant i els respectius balladors, així com les parelles de balladors que cada nit l’acompanyen, amb el xirimiter i el tabaleter.
Una vegada a la plaça, els majorals són els encarregats de traure al rogle cada una de les balladores. Quan la balladora ja és al rogle, a poc a poc els balladors prendran el relleu dels majorals. I així fins que el rogle es complete. Després els majorals estaran dins del rogle vetlant en tot moment pel bon funcionament de la dansa: pendents dels més menuts que ballen dins del rogle, controlant que no hi haja talls al rogle i la dansa vaja seguida, coordinant-se amb el xirimiter per les tocades, i cuidant tots i cada un dels detalls de la dansa. D’aquesta forma, si un ballador ha d’eixir-se’n del rogle (perquè se li desnuga una espardenya, se li afluixa la faixa...) és un majoral qui el substituirà fins que torne el ballador. Mentre el majoral és al rogle, aquesta balladora no pot «botar» ni tocar les postisses però sí la parella amb què fa quadre perquè el seu ballador sí que continua al rogle. En canvi, si a una balladora se li desnuga el llaç, una sabata o perd alguna peça del vestit, ha de ser algú del públic que entre i l’ajude a posar-ho de nou al seu lloc; la balladora no pot eixir del rogle. Si per força major la balladora ha d’eixir del rogle, durant eixa dansada hauria d’abandonar el rogle amb el seu ballador, la parella del quadre en què ballava es queda sola i la resta de balladores es ressituen per mitjà de la «cadena».
L'element característic que acompanya els majorals durant totes les festes i de manera especial dins del rogle durant les nits de danses és el gaiato. Un llarg bastó de fusta de lledoner que els majorals utilitzen com símbol d’autoritat dins del rogle i a la festa. El gaiato dels majorals és un símbol per a guiar la dansa i vetlar perquè tot isca bé. Per això, el gaiato amb què els majorals inicien els primers compassos de la dansa acompanyant en l'eixida al rogle a totes les balladores, s'inclina davant de les balladores amb gest deferent i elegant.

### Els balladors
Cinc dies abans de la festivitat del Pare Sant Agustí se celebren les nits de danses, en què parelles de balladores i balladors es reuneixen a la plaça de l’Ajuntament per a ballar. Cada nit, la protagonista és una dona iniciadora de la dansada, la cap de dansa. La tradició actual diu que ha de ser una dona casada que, a més de buscar-se ballador, té dret a triar l’altra parella que l’acompanyarà fent «quadre». En aquesta ocasió l’home ballador que l’acompanya és el privilegiat de començar la dansada juntament amb la seua balladora i ser la primera parella de balladors que inicia el ritme després de substituir el majoral. El que ja és considerat més que un ritual és el paper que fa el ballador en aquestes festes. Aquest passa per casa de la balladora a l’hora que acorden els dos. L’home li agafa les postisses i li les guarda fins a l’hora d’eixir al rogle a ballar. En el descans, el ballador convida la dona a un refresc per a recuperar-se i així poder agafar forces per a continuar amb la dansada següent. En acabar les dues dansades, la balladora convida en sa casa a una picadeta al ballador de la seua nit o bé l’obsequia al final amb un detall.

## Indumentària
A l’hora de vestir-se, les balladores tenen dues possibilitats per a triar el vestit: el vestit de valenciana o el de cardadora.
El vestit de valenciana/llauradora s'anomena al vestit que s'ha usat des del segle xix, que prové del vestit de llauradora i que començà a utilitzar-se a la ciutat de València. Amb cos de mànega curta de fanal amb randes i de la mateixa tela que la falda, seda teixida en colors vius, amb mantelleta i davantal a joc en tul blanc brodats en or.
El vestit de cardadora s'anomena al vestit típic de dona bocairentina. No s'utilitzava per a ballar, si bé va ser utilitzat a la dansa de manera esporàdica per algunes balladores del Grupo de Danzas de la Sección Femenina de la Falange a partir dels anys quaranta, amb què es va recuperar així l’ús d’aquest vestit, encara que per a una finalitat que no era la seua. Pels anys seixanta una empresa tèxtil local premiava les balladores que més nits utilitzaven el vestit de «cardaora» durant les danses. Tot i això van ser les balladores del Grup de Danses «Cardaors» les que van començar a utilitzar aquesta indumentària de manera continuada a les nits de danses durant la segona meitat de la dècada dels setanta del segle xx. Aquest vestit està format per falda anomenada de manta o de llana prisada, frunzida o taulejada, fortament acolorida amb tonalitats molt vives que solen anar repetint-se. El vestit es complementa amb gipó negre amb mànega llarga, amb mantelleta o mocador de coll de cotó brodat i davantal de vellut negre.
La indumentària utilitzada per les balladores ofereix a les danses de Bocairent un barroquisme molt espectacular, en què el que queda ben clar és que el més important no és quin vestit s'utilitze per a ballar, sinó posar-se el vestit i complir cada any amb el ritu de la dansa. En ambdós casos el vestit ha d’anar sempre complet, sense que hi falte cap peça i sense que en porte cap de més. En el passat han quedat èpoques en què l'economia no permetia «grans despeses en la indumentària», i per a poder eixir a ballar a la plaça es cosien vestits de balladora a partir de cortines de «damasc o de cretona», o cobertors dels llits i s'eixia a ballar.
Quant el pentinat tradicional de les danses, era d’un sol monyo al clatell, que després s'adornava amb flors, preferentment amb nards. No obstant això, a l’inici del segle xix, per influència de la moda dominant, començaren a pentinar-se balladores amb tres monyos, formats per un rodet més gran al tos i dos de més menuts damunt de les orelles, modalitat que ha quedat institucionalitzada com a pentinat de valenciana, i s'ha donat també la possibilitat de pentinar-se amb un monyo adornat amb flors, com es feia des d’antic. El pentinat amb tres monyos es completa amb la pinta i les pintetes, o rascamonyos. La pinta es posa al rodet de darrere o gran i les pintetes es posen als rodets dels costats o menuts. El pentinat amb un monyo o de pataqueta es completa amb les pintetes, que es posaran en lloc de la pinta gran o als seus costats. Els monyos es completen amb el punxó, dues agulles (més curtes que el punxó i molt ornamentades), que solen fer joc amb les arracades i la joia, a més dels ganxets que aguanten els rodets dels costats, que són més prims i sense ornamentació.
En el cas dels balladors, la indumentària habitual, almenys fins abans de la Guerra Civil, s'havia caracteritzat per uns calçons curts negres, faixa, camisa blanca i corbata, amb calces blanques i espardenyes d’espart. Després de la guerra es van introduir algunes novetats en la indumentària masculina. Alguns homes van començar a lluir una jaqueta negra, sense solapes i amb les puntes arredonides, curta fins als malucs i que no es tancava per davant. La jaqueta anava adornada amb atzabeja. També es posaven (i molts segueixen posant-se) faixes brodades amb motius florals, col·locades de manera que el brodat quedara sobre la panxa, visible. Més tard va començar a utilitzar-se el jupetí de tela de seda florejada, amb puntes davanteres, escot xicotet, sense solapes i amb la tela de l'esquena de ras de color. Aquells que tenien a casa un jupetí vell, se’l posaven. Cap als anys cinquanta la corbata va caure en desús i ja eren pocs els homes que la utilitzaven. Actualment no utilitzen corbata els balladors.
Als anys cinquanta del segle XX i durant pocs anys també es va utilitzar per part d’alguns balladors el vestit de torrentí, un vestit de seda, normalment ras, de colors vius (verd, blau, or vell o roig), format per jaqueta amb solapes triangulars i tallada a la cintura i pantalons curts. A més a més, camisa blanca, faixa de llana o cotó, calces i espardenyes. El cap solia cobrir-se amb un barret amb borles de seda, normalment a conjunt amb la faixa.
En l’actualitat, el vestit més utilitzat pels homes per ballar les danses de Bocairent està format per camisa blanca (moderna: oberta al davanter amb botons i coll de puntes), pantalons negres curts fins al genoll on porta uns botons daurats en l’obertura del camal, faixa de color roig amb brodats florals, jupetí de seda de colors (tallat i cosit com l’actual), calces blanques fins als genolls i espardenyes de careta que van nugades amb cintes roges o negres, que es creuen a la cama per a lligar-les davall del genoll. El cap no va cobert.